# Museo civico archeologico (Monterubbiano)

Il museo civico archeologico di Monterubbiano ha sede nel Convento San Francesco e dal 2007 fa parte del Polo culturale San Francesco, complesso restaurato con i fondi ottenuti a seguito del sisma del 1997. Il Museo di Monterubbiano venne istituito all’inizio del '900 a seguito dell’interesse destato dai ritrovamenti  archeologici avvenuti tra la fine dell’Ottocento e gli inizi del Novecento presso il Colle Coccaro (ritrovamenti archeologici del 1872, si riferiscono ad una necropoli romana), la contrada San Gregorio (scavi del 1898 si riferiscono ad una villa romana) e nella contrada Crocefisso (ritrovamenti del 1907 si riferiscono ad una necropoli picena).

## Collezioni
E’ strutturato secondo un criterio cronologico-tipologico disposto su quattro sale:

### Collezione picena
- nella prima sala sono esposti oggetti in ceramica (vasellame ed oggetti di uso quotidiano come i “pocula”, contenitori, tazze, bicchieri), risalenti agli usi della civiltà picena;

- nella seconda sala sono esposte armi (punte di frecce, spade, un elmo), risalenti agli usi della civiltà picena;

### Collezione romana
- nella terza sala sono esposti elementi risalenti all’epoca romana (manufatti, frammenti di intonaco, una colonnina, un capitello, una fibula, lucerne, balsamari e due urne cinerarie risalenti al I secolo),risalenti agli usi dell’epoca romana;

### Collezione numismatica
- nella quarta sala sono esposte circa 500 monete di età romana, medievale ed alcune monete Pontificie dal XVI al XIX secolo (la collezione è stata iniziata dal dottor Stefano Mircoli ed è a lui intitolata).